# One-hit wonder
One-hit wonder, på svenska dagslända, kallas inom musiken en artist eller grupp som är känd för en enda hit. Somliga dagsländor kan ha en karriär inom branschen i flera år såväl före som efter sin största succé, men ändå bara vara känd för den större publiken för en enda låt. Vissa artister och låtskrivare som fått en one-hit wonder har sedan kunnat leva ett helt liv på inkomsterna från låten. Exempel på one-hit wonders är "Never Gonna Give You Up" framförd av Rick Astley, "Macarena" framförd av Los del Río, "Living Next Door to Alice" framförd av Smokie, "(I Just) Died in Your Arms” av Cutting Crew och  "The ketchup song (Aserejé)" framförd av Las Ketchup.
År 2002 listade TV-kanalen VH1 vad de ansåg var de tio främsta exemplen:
1. "Macarena" – Los del Río (1995)
2. "Tainted Love" – Soft Cell (1982)
3. "Come on Eileen" – Dexys Midnight Runners (1982)
4. "I'm Too Sexy" – Right Said Fred (1991)
5. "Mickey" – Toni Basil (1982)
6. "Who Let the Dogs Out?" – Baha Men (2000)
7. "Ice Ice Baby" – Vanilla Ice (1990)
8. "Take on Me" – A-ha (1985)
9. "Rico Suave" – Gerardo (1990)
10. "99 Luftballons" – Nena (1984)